# Upper Stewiacke
Upper Stewiacke est une communauté du comté de Colchester dans le Centre de la Nouvelle-Écosse au Canada. Elle est située sur la route 289. Elle a été fondée en 1783 par Matthew Johnson.

## Climat
| Mois                                  | jan.       | fév.       | mars       | avril      | mai       | juin      | jui.      | août      | sep.      | oct.      | nov.       | déc.      | année           |
| ------------------------------------- | ---------- | ---------- | ---------- | ---------- | --------- | --------- | --------- | --------- | --------- | --------- | ---------- | --------- | --------------- |
| Température minimale moyenne (°C)     | −12        | −11,1      | −6,6       | −0,9       | 3,7       | 8,3       | 12,1      | 11,9      | 7,9       | 2,9       | −0,9       | −7,4      | 0,7             |
| Température moyenne (°C)              | −6,8       | −5,8       | −1,6       | 4,2        | 9,9       | 14,7      | 18,4      | 18,1      | 14        | 8,3       | 3,3        | −2,8      | 6,2             |
| Température maximale moyenne (°C)     | −1,5       | −0,4       | 3,5        | 9,3        | 16        | 21,1      | 24,7      | 24,3      | 20,1      | 13,7      | 7,5        | 1,9       | 11,7            |
| Record de froid (°C) date du record   | −41,1 1920 | −38,9 1922 | −30,5 1985 | −26,7 1923 | −8,3 1945 | −3,9 1918 | −1,7 1919 | −1,7 1942 | −7,2 1971 | −10 1936  | −24,4 1916 | −36 1989  | −41,1 31/1/1920 |
| Record de chaleur (°C) date du record | 16,5 1995  | 16,7 1976  | 27,2 2012  | 28,8 2009  | 34,4 1977 | 34,4 1944 | 35 1949   | 36,1 1935 | 33,3 1942 | 29,4 1930 | 21,7 1961  | 17,8 1927 | 36,1 19/8/1935  |
| Précipitations (mm)                   | 127,8      | 102,7      | 119,3      | 94,9       | 98,7      | 92,1      | 98,8      | 98,1      | 104,3     | 114,9     | 129        | 141,2     | 1 321,8         |
| dont neige (cm)                       | 71,4       | 53,5       | 45,5       | 13,3       | 0,5       | 0         | 0         | 0         | 0         | 0,1       | 13,2       | 50,6      | 248,1           |
| Nombre de jours avec précipitations   | 18,4       | 14,5       | 15,9       | 15,2       | 15        | 14,9      | 13,5      | 14,4      | 14,4      | 16        | 17,8       | 17,9      | 187,9           |
| Nombre de jours avec neige            | 13,9       | 10,1       | 9,6        | 3,4        | 0,24      | 0         | 0         | 0         | 0         | 0,17      | 3,8        | 9,8       | 51              |

| Diagramme climatique                                  |                |              |             |           |             |              |              |              |              |            |              |
| J                                                     | F              | M            | A           | M         | J           | J            | A            | S            | O            | N          | D            |
| −1,5−12127,8                                          | −0,4−11,1102,7 | 3,5−6,6119,3 | 9,3−0,994,9 | 163,798,7 | 21,18,392,1 | 24,712,198,8 | 24,311,998,1 | 20,17,9104,3 | 13,72,9114,9 | 7,5−0,9129 | 1,9−7,4141,2 |
| Moyennes : • Temp. maxi et mini °C • Précipitation mm |                |              |             |           |             |              |              |              |              |            |              |